# Escobar: Paradise Lost
Escobar: Paradise Lost (también conocida como Escobar: Paraíso perdido) es una película de crimen y drama de 2014, escrita y dirigida por Andrea Di Stefano. Se trata de la ópera prima de Di Stefano. La película narra la vida de un surfista, que se enamora mientras visitaba a su hermano en Colombia y se entera de que el tío de la chica es el narcotraficante colombiano Pablo Escobar.
La película se estrenó en el Festival Internacional de Cine de Toronto 2014, el 11 de septiembre de 2014. RADiUS-TWC adquirió los derechos de distribución en América del Norte de la película en febrero de 2014 y estrenó la película en los cines de Estados Unidos el 26 de junio de 2015.

## Elenco
- Josh Hutcherson  como Nick Brady.
- Benicio del Toro como Pablo Escobar.
- Laura Londoño como María Victoria.
- Brady Corbet como Dylan Brady.
- Claudia Traisac como María.
- Ana Girardot como Anne.
- Carlos Bardem como Drago.
- Aaron Zebede como Pepito Torres.
- Marlon Rivera como Shaggy.
- Eladio Aguilar como guarda espalda.
- Manuel Antonio Gómez como Bambi.
- Frank Spano como Christho[8]

## Recepción
En junio de 2020, la película tiene un índice de aprobación del 55% en el agregador de reseñas Rotten Tomatoes, basado en 56 reseñas con una calificación promedio de 5.62/10. El consenso de los críticos del sitio web dice: “Su enfoque se aleja frustrantemente del narcotraficante titular, pero Escobar: Paradise Lost sigue siendo un drama levemente divertido, gracias en gran parte a la actuación de Benicio del Toro”. Metacritic le da a la película una puntuación de 56 sobre 100, según las críticas de 19 críticos, lo que indica “críticas mixtas o promedio”.

En el Festival de Cine de Telluride, Escobar: Paradise Lost recibió una respuesta crítica generalmente positiva. Al escribir para The Hollywood Reporter, Todd McCarthy calificó la película como “un drama absorbente y lleno de suspenso sobre el tráfico de drogas”, además de citar que “la presencia de Del Toro, como la de Brando en El padrino, se cierne sobre todo lo que sucede aquí”. McCarthy también afirmó que “Di Stefano muestra algunas habilidades reales como director en la secuencia central e impresionantemente extendida de acción y suspenso de la película”. Sin embargo, “la interacción romántica entre Nick y Maria se vuelve un poco tediosa y redundante debido al hecho de que ambos son extremadamente agradables y agradables; la ingenuidad y el buen canadismo de Nick (él enfatiza que no es un yanqui) también demuestran fatigoso”.
Al escribir para Indiewire, Eric Kohn le dio a la película una B y elogió las actuaciones de Del Toro y Hutcherson escribiendo que Del Toro "convierte a Escobar en un terror moderado cuya capacidad para ordenar asesinatos con facilidad proporciona a la película su principal fuente de pavor", mientras Hutcherson "imbuye al personaje de una credibilidad que trasciende las limitaciones del guión". Sin embargo, Kohn también criticó la película porque "no logra desarrollar al resto de sus personajes tan bien como lo hace con sus dos hombres centrales. El guion está igualmente empañado por la fórmula, quedando rezagado cada vez que alcanza ciertas notas melodramáticas altas.